# パトリツィア・ヤネチコヴァ
パトリツィア・ヤネチコヴァ（チェコ語：Patricia Janečková、1998年6月18日 - 2023年10月1日）は、ドイツ出身のスロバキア人オペラ歌手・ソプラノ歌手である。チェコおよびスロバキアのテレビ番組『タレントマニア』において2010年11月に優勝し、間もなくCNNのテレビ放送を通して全欧で有名になった。

## 略歴
ヤネチコヴァはスロヴァキア人の両親を持ち、ドイツのミュンヒベルクで生まれた。父マルティン・ヤナーチェクはヤナーチェク・フィルハーモニー管弦楽団のコントラバス奏者であり、幼い時からチェコのオストラヴァで育った。4歳のときから歌唱を学び、8歳でソプラノ歌手エヴァ・ドリズゴヴァ・イェルショヴァに認められ、個人レッスンを受け始める（この師弟関係は音楽院から大学でも続き、リサイタルで共演も果たしている）。10歳のときにヤナーチェク・フィルハーモニー管弦楽団のオーディションに受かり、初めてオーケストラ伴奏で歌った。
2010年、12歳のときにテレビ番組『タレントマニア』で優勝し、チェコおよびスロヴァキアで有名になった。翌2011年には最初のコンサートを開き、同年にその模様はCD/DVD化して販売された。
2014年、16歳でローマの国際聖歌コンクールで優勝したのをはじめとして、多くの賞を得ている。
2013年からチェコのヤナーチェク音楽アカデミーでオペラ歌手として学び、卒業後の2017年からはさらにオストラヴァ大学でオペラ歌唱を学んでいる。
2022年2月9日、自身のインスタグラムにおいて、乳がんを患っていることと治療のための活動休止を発表した。
2023年4月に俳優ヴラスティミラ・ブルドゥと結婚した。活動も少しずつ再開し、復帰を目指していたが、同年6月『ウェスト・サイド・ストーリー』の舞台が最後となった。
2023年10月1日、死去した。25歳没。自身のYouTubeチャンネルでは結婚式の写真が亡くなる前日にアップされ、祝福のコメントが多数寄せられた直後の訃報となった。